# La (nota)
Il la è una nota musicale della scala diatonica fondamentale (l'unica scala priva di diesis e di bemolle nei suoi diversi sette modi), in particolare è la sesta nota della scala maggiore di Do e anche la prima nota (la tonica) della scala minore omonima, ossia la scala minore "fondamentale", e in generale è presente in tutti i 7 modi della scala diatonica fondamentale.
Nella notazione in uso nei paesi di lingua inglese e tedesca il la corrisponde alla nota A.

## La frequenza
Il la3 viene in genere usato come nota di riferimento, per esempio dal diapason, e le frequenze di tutte le altre note sono calcolate a partire da questa. Anche fuori dall'ambito musicale, numerose applicazioni tecniche che all'occorrenza possono essere usate, come il monoscopio RAI, usano il la3 come "frequenza standard".

La frequenza del la sopra il do centrale (la3 in Italia, Spagna e Francia, A4 nella notazione scientifica dell'altezza) è definita per convenzione 440 Hz, valore stabilito dalla conferenza internazionale di Londra del 1939. In precedenza si usavano spesso le frequenze di 432 hertz e 435 Hz e, a seconda del luogo, del periodo e del tipo di musica, il la3 poteva variare tra 390 e 460 Hz (sol/si): la prima era la frequenza del la utilizzato in Francia e a Roma nel periodo barocco, la seconda era il tono da chiesa veneziano nel XVII secolo. 

### XVII secolo
Fino al XVII secolo l'intonazione degli strumenti musicali variava molto da paese a paese, a seconda dell'uso che se ne faceva e della scuola di appartenenza dei musicisti. Il la centrale variava quindi da 370 fino 560 hertz. I riferimenti espliciti dell'intonazione con il do centrale a 256 hertz furono fatti dal fisico Joseph Sauveur, contemporaneo di Johann Sebastian Bach. Egli sviluppò un metodo tecnico per determinare l'esatta intonazione di una nota espressa in cicli per secondo. Qualche decennio dopo Ernst Chladni, un suo collega, in un libro sulla teoria musicale definì il do a 256 hertz come un'intonazione scientifica.

### XIX secolo
Dopo la caduta di Napoleone nel 1815, al Congresso di Vienna lo Zar Alessandro I chiese un suono più “brillante” e questa richiesta fu supportata poi da tutte le famiglie reali d'Europa. Questa istanza fu osteggiata dai musicisti classici, ma  tra il 1830 e il 1840 la scuola romantica, guidata dal pianista Franz Liszt e dal compositore Richard Wagner, sostenne l'intonazione più alta.
Nel 1859 il governo francese, sotto l'influenza di una commissione di compositori sostenitori del belcanto, uniformò per legge il La a 435 hertz, intonazione tra le più basse del periodo. Nel 1884 il governo italiano emise un decreto per la normalizzazione del diapason a 432 vibrazioni per secondo, normalizzazione richiesta da Giuseppe Verdi e altri musicisti italiani riuniti al congresso di Milano nel 1881. In una lettera alla commissione musicale del governo, riportata nel decreto, Verdi scrisse:
A parte in Italia e Francia, le oscillazioni del diapason variavano non solo da nazione a nazione, ma anche da un genere musicale all'altro (musica sinfonica, di teatro, da chiesa). Il "diapason normale" cui si riferisce Verdi è quello conservato al Museo del Conservatorio nazionale di Parigi, mentre il diapason riportato nel decreto italiano e approvato alla unanimità al congresso dei musicisti italiani del 1881 è quello proposto inizialmente dal fisico Sauveur e poi dai suoi colleghi Meerens, Savart e dagli scienziati Montanelli e Grassi Landi.
Un anno dopo il decreto promulgato dal governo italiano sul la a 432 hertz, un congresso a Vienna decretò che non era possibile standardizzare alcuna intonazione e nei teatri europei e statunitensi si continuò a tenere il la a 432-435 cicli per secondo.
In Gran Bretagna divenne uno standard l'intonazione con il la a 439 Hz per via di un'errata interpretazione della regola francese.

### XX secolo
Nel 1917  l'American Federation of Musicians accettò il la a 440 Hz come intonazione standard e nel 1920 lo fecero anche la Musical Industries Chamber of Commerce e l'American Standards Association. Solo a settembre del 1938, la Commissione Acustica della Radio di Berlino richiese alla British Standard Association di organizzare un congresso a Londra per adottare internazionalmente l'intonazione a 440 Hz della radio tedesca.
Questo congresso fu tenuto a maggio-giugno del 1939, poco prima della guerra, e giunse all'accordo per il La a 440 Hz, molto vicino a quella usata in Gran Bretagna. Questa frequenza fu scelta probabilmente come compromesso tra gli standard precedentemente accettati e le tendenze del momento, che vedeva salire le intonazioni.
A ottobre del 1953 a Londra un secondo congresso fu organizzato dall'organizzazione internazionale per la normazione con lo stesso intento di adottare internazionalmente il La a 440 hertz. L'ISO promosse una risoluzione in questo senso perché lo standard rimaneva non rispettato e alcune orchestre tendevano a usare intonazioni più alte.
Solamente nel 1971 l'intonazione con il La corista a 440 Hz fu riconosciuta sul piano giuridico da una delegazione nominata dal Consiglio d'Europa a cui si adeguò anche l'Italia.

## Curiosità
- È una falsa credenza che il tono di centrale del telefono usi il la3, poiché la sua frequenza è normata a 425 Hz.

- Ci sono numerose bufale in internet, riguardanti presunti "effetti benefici" che dovrebbero manifestarsi accordando gli strumenti con il LA a 432 Hz, anziché a 440. Questo fenomeno è stato descritto nel 1994 da uno studio condotto da Daniel J. Levitin[9], studio che evidenzia come ogni persona abbia una piccola percentuale di orecchio assoluto, dovuta al fatto che la stragrande maggioranza della musica che ascoltiamo è a 440 Hz, pertanto ogni minima variazione al diapason diventa percepibile. Il 432 in questo caso viene preferito perché leggermente più basso, ma lo stesso identico effetto si potrebbe ottenere passando da 440 Hz a 435, o 430, o 428, o qualsiasi altro valore, purché inferiore a 440.